# HD 63765
HD 63765は、地球からりゅうこつ座の方向に約100光年離れた位置にある8等級の恒星である。

## 概要
| 太陽 | HD 63765  |
| ---- | --------- |
| 太陽 | Exoplanet |

HD 63765は太陽の約8割の質量と半径を持ち、表面温度も太陽よりやや低いG型主系列星で、スペクトル分類ではG9V型に分類される。
2009年、ドップラー分光法（視線速度法）による観測でHD 63765を公転する太陽系外惑星HD 63765 bが発見され、その他3つの惑星と同時にその存在が発表された。HD 63765 bは1年ほどの公転周期で軌道を公転しており、少なくとも木星の3分の2程度の質量を持つとされている。
| 名称 （恒星に近い順） | 質量            | 軌道長半径 （天文単位） | 公転周期 (日) | 軌道離心率    | 軌道傾斜角 | 半径 |
| --------------------- | --------------- | ----------------------- | ------------- | ------------- | ---------- | ---- |
| b                     | ≥0.64 ± 0.05 MJ | 0.940 ± 0.016           | 358.0 ± 1.0   | 0.240 ± 0.043 | —          | —    |

## 名称
2019年、世界中の全ての国または地域に1つの系外惑星系を命名する機会を提供する「IAU100 Name ExoWorldsプロジェクト」において、HD 63765系はボリビア多民族国に割り当てられる惑星系となった。このプロジェクトは、「国際天文学連合100周年事業」の一環として計画されたイベントの1つで、ボリビア国内での選考、国際天文学連合 (IAU) への提案を経て太陽系外惑星とその主星に固有名が承認されるものであった。2019年12月17日、IAUから最終結果が公表され、HD 63765はTapecue、HD 63765 bはYvagaと命名された。これらは、グアラニ族の宇宙観に関連した言葉に由来しており、Tapecueは地球の最初の住民が地球にたどり着き、また楽園に帰るのに使われたとされる天の川のことを指す「永遠の通り道」を意味する言葉に、Yvagaは天の川を通ってたどり着くことができる「楽園」を意味する言葉に、それぞれちなんで名付けられた。